# Macroscelides proboscideus
Chuột chù voi tai ngắn (tên khoa học Macroscelides proboscideus) là một loài chuột chù voi trong họ Macroscelididae. Nó được tìm thấy ở Botswana, Namibia và Nam Phi. Môi trường sống của nó là cận nhiệt đới hoặc vùng cây bụi khô cận nhiệt đới, nhiệt đới khô hoặc vùng đất thấp đồng cỏ cận nhiệt đới, và sa mạc. Chúng ăn côn trùng, cành và rễ cây. Thời gian mang thai của chúng là 56 ngày. Nó là loài duy nhất trong chi của nó (đơn loài), nhưng vẫn được nhóm lại với (nongiant) chuột chù voi mềm lông dày.
Macroscelides proboscideus là một trong những một số động vật có vú một vợ một chồng, làm cho chúng một nhóm mô hình cho nghiên cứu về một vợ một chồng. Chúng đã được nghiên cứu của hành vi bảo vệ bạn đời.

## Hình ảnh

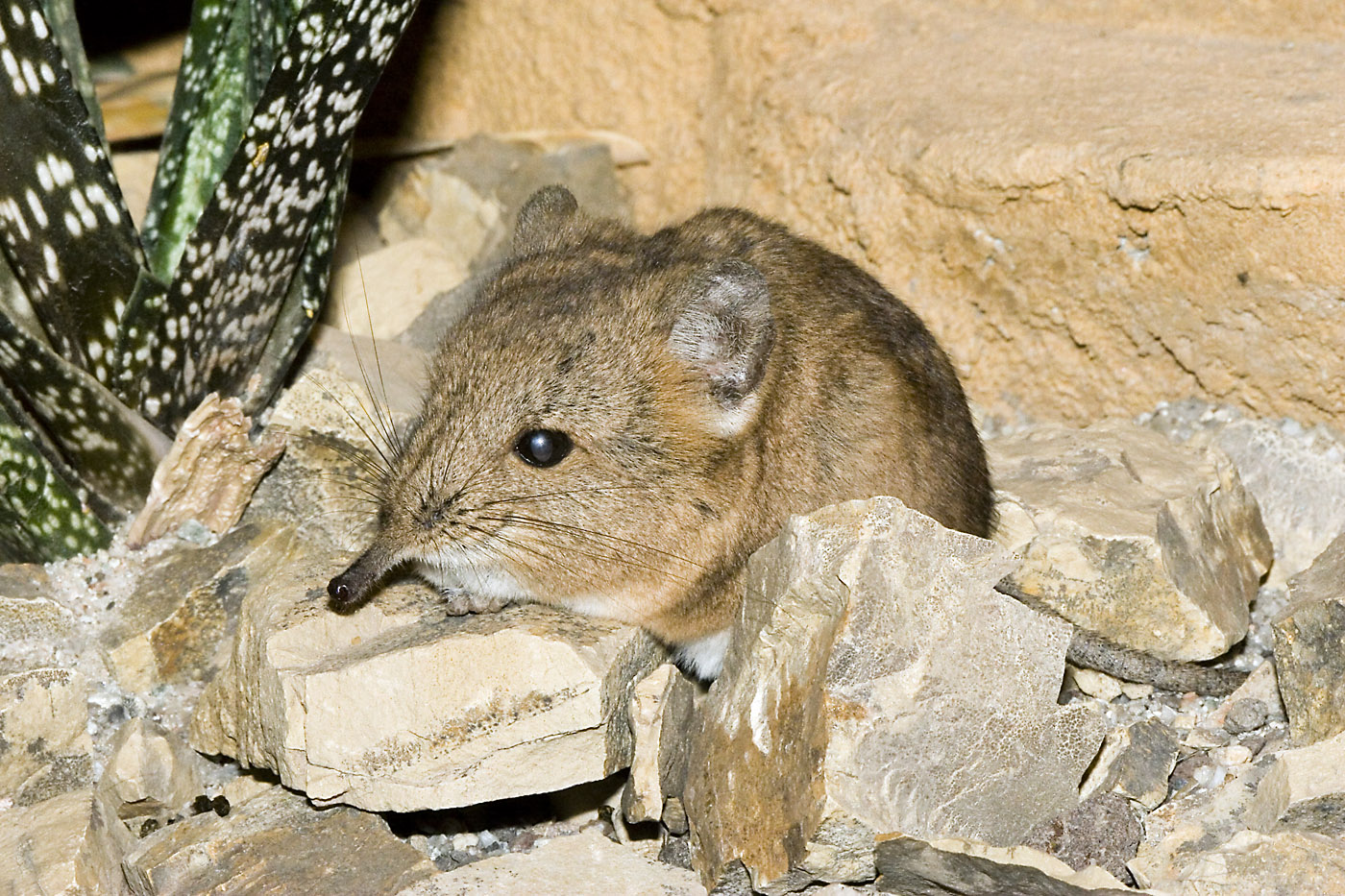
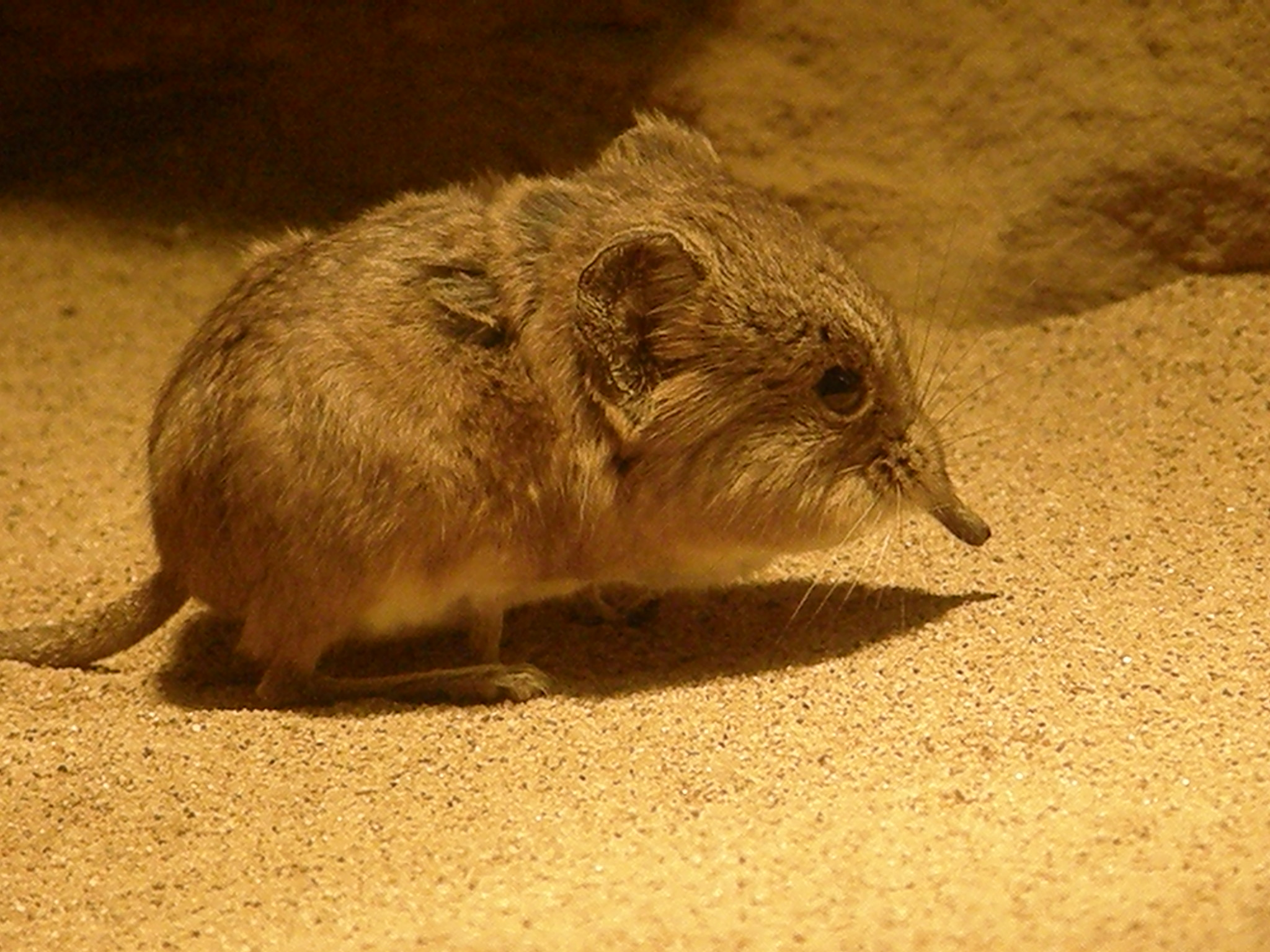
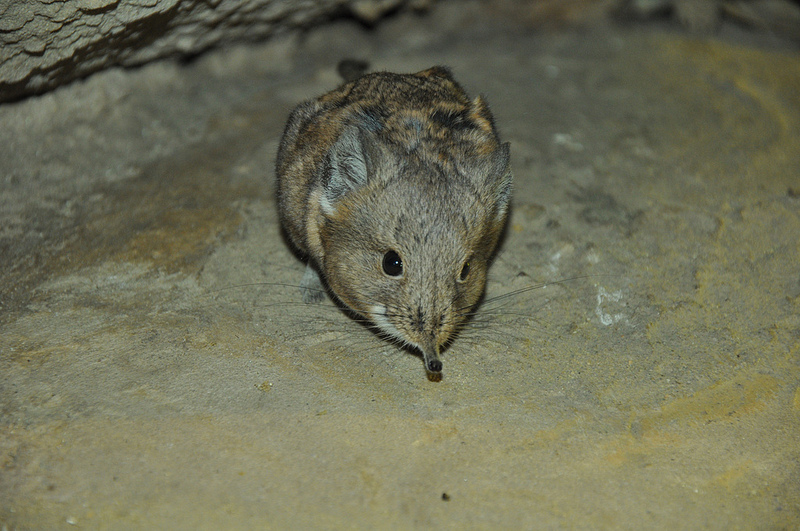
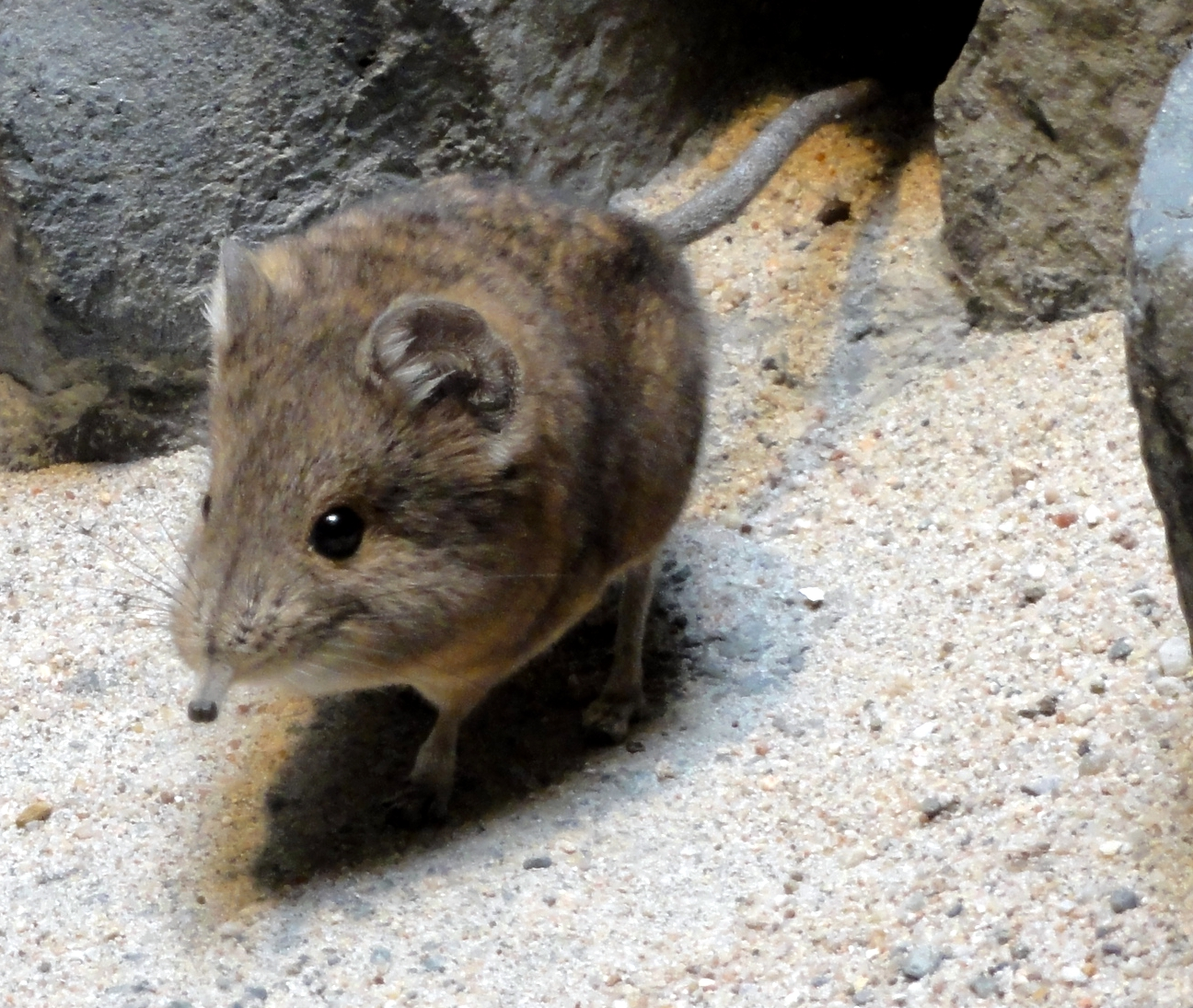